# Geier-Werke
Die Geier-Werke waren eine Fahrzeug- und Maschinenfabrik in Lengerich (Westfalen) im Tecklenburger Land.

## Geschichte

### Gründung und Aufbau

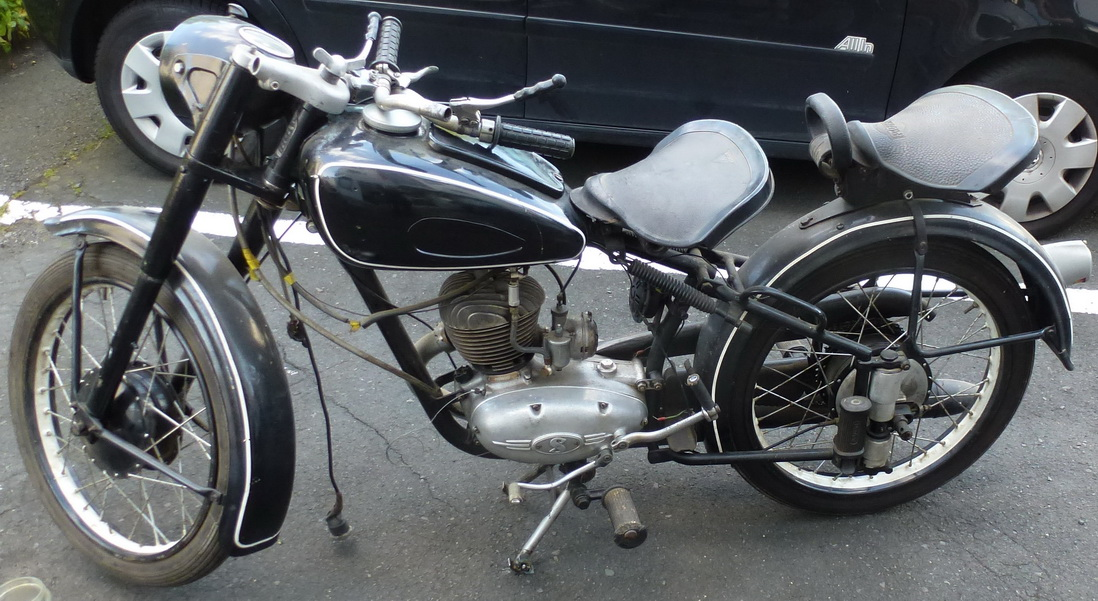
Geier 1953, 150 cm³, 6,5 PS

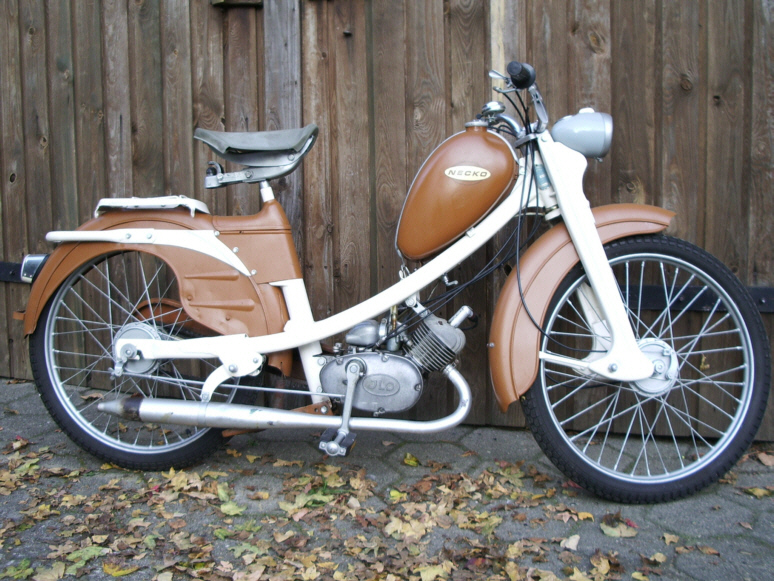
Das Geier-Moped „Necko“, hergestellt für Neckermann, Baujahr 1957

Das Unternehmen geht auf Ernst Upmeier zurück, der von etwa 1910 an als Fahrradhändler und als Schlosser tätig war. Nach dem Ersten Weltkrieg produzierte Upmeier eigene Fahrradrahmen und 1919 baute Sohn Gustav Upmeier das erste Fahrrad. Mitte der 1920er-Jahre wurde die Produktion auf Fahrradteile erweitert. Der Umsatz stieg stetig an, so dass 1933 ein neues Betriebsgebäude bezogen wurde. Das war der Beginn der Geier-Werke Lengerich, die sich seit 1935, mit dem Unternehmenseintritt dreier Söhne des Gründers, Geier-Fahrradwerke Ernst Upmeier & Söhne nannten, nachdem die 1897 gegründete Geier Fahrradfabrik Hannover auf Oscar Upmeier überschrieben worden war.
1932 hatte Upmeier die Herstellung von Motorrädern aufgenommen, für die er den 74-cm³-Motor von Sachs bezog. Größere Bekanntheit erreichten jedoch die motorisierten Dreiräder, die für Lasten- und für Personenbeförderung vorgesehen waren. Sie wurden ab 1935 mit einem 125-cm³-ILO-Motor ausgestattet und konnten bis zu zweieinhalb Zentner Nutzlast befördern. Die schwarzen Dreiräder wurden mit einer Pritsche oder einem geschlossenen Kasten ausgeliefert. Die Höchstgeschwindigkeit der Fahrzeuge betrug ca. 40 km/h. Sie hatten eine Rücktrittbremse. Ab 1938 bot Geier verstärkte Modelle mit DKW-Motoren an.
Gleichzeitig entwickelten die Geier-Werke ein Motorrad mit einem modernen Rohrrahmen. Zunächst hatte es einen 100-cm³-ILO-Motor, später einen 125-cm³- und einen 175-cm³-Motor. Während die deutschen Motorräder meist in dunklen Farben lackiert wurden, zeigten sich die Motorräder in einem lebhafteren Finish. So gab es eine leuchtend graugrüne Lackierung mit Zierlinien.

### Zweiter Weltkrieg
Der Zweite Weltkrieg führte zu einer Umstellung der Produktion; unter anderem wurde Handgranaten hergestellt.
Zur IAA 1939 brachte Upmeier allerdings noch zwei Versionen eines Dreirads heraus, die stärkere als „Geier-Motor-Liefer-Dreirad“ Typ 100/S 3RT mit 100-cm³-DKW-Motor, laut Werbung ein „hochwertiges Austauschfahrzeug für Behelfs-Lieferwagen“, das eine Höchstgeschwindigkeit von 35 km/h erreichte. Es war ein Frontlader mit zwei Rädern vorn, dazwischen einem Kasten mit Deckel oder wahlweise Fronttür und dahinter einem breiten Bügel als Lenker zum Schwenken des Kastens. Das Fahrzeug hatte eine Dreiradbremse mit Wirkung der Fußbremse auf die Vorderräder; der Radstand betrug 1450 mm, die Spurweite 1100 mm und die Gesamtlänge etwa 2400 mm. Hinterer Rahmen, Motoranordnung, Sattel und Kraftstofftank entsprachen einem Motorrad. Die stärkere Ausführung mit 3,5-PS-Motor und einer Nutzlast von 200 kg statt 125 kg wurde 1941 für 635,00 Reichsmark angeboten.

### Nachkriegszeit
Nach dem Krieg wurde ein großer Teil der Werksanlagen durch die Besatzungsmächte demontiert, so dass eine erneute Produktion nur unter schwierigen Bedingungen wieder aufgenommen werden konnte. Doch schon 1948 wurden die ersten 150 Motorfahrräder mit einem 98-cm³-ILO-Motor gebaut. Sie entsprachen noch dem letzten Vorkriegsmodell, aber schon 1949 gab es gegen Aufpreis statt der Parallelogrammgabel eine Teleskopgabel.
Außerdem präsentierte Geier 1948 das „Geier-Motri“, ein Dreirad mit 145-cm³-Motor, Dreiganggetriebe, 50 km/h Höchstgeschwindigkeit und einer Nutzlast von 200 kg ohne Fahrer. Laut Werbung sollte es als Lieferfahrzeug und als Taxi eingesetzt werden können. Im Gegensatz zum „Geier-Motor-Liefer-Dreirad“ von 1941 hatte es einen Motorradrahmen mit Motorradlenker und vorderem Einzelrad an einer Parallelogrammgabel. Das Chassis kostete 1.790,00 DM, der Preis mit „Ganzstahlaufbau in Stromlinienform“ betrug 1.990,00 DM. Angeboten wurde das Fahrzeug bis Herbst 1951.
Auf der ersten großen Zweiradmesse in Frankfurt am Main 1950 zeigten die Geier-Werke ein neues Motorfahrrad. Das Geier-Volksmofa war auf der Messe das günstigste Mofa. Für nur 535 DM gab es das Fahrzeug in einer schlichten grauen Lackierung.
Die Geier-Werke produzierten noch bis 1953 eigene Motorfahrräder. Neben den eigenen Motorfahrrädern und den Motorrädern mit Einbaumotoren wurden auch Zweiräder für andere Hersteller produziert, zum Beispiel für die im Krieg zerstörten Frankfurter Torpedo-Werke. Später kam das bei dem Neckermann-Versand erhältliche „Necko“-Moped mit Sachs-Motor hinzu, das auch unter dem eigenen Namen L300 verkauft wurde.

### Niedergang
Verluste durch den Niedergang am Zweiradmarkt konnten durch den Heizkesselbau aufgefangen werden, den die Geier-Werke nebenbei betrieben. Doch im Jahr 1967 zeichneten sich zunehmend wirtschaftliche Schwierigkeiten ab, die im März 1968 zum Konkurs führten. Wie aus den Unterlagen des Stadtarchivs hervorgeht, wurde die Gesellschaft 1974 gelöscht. Die Betriebsgebäude wurden im Zuge der Stadtsanierung abgerissen. So erinnert heute nichts mehr an das Unternehmen, das einst über 600 Mitarbeiter beschäftigte.